# Familia mea, pe scurt
Familia mea, pe scurt este un film românesc din 2013 regizat de Elena Borcea. Rolurile principale au fost interpretate de actorii Ioan Borcea, Gabriela Borcea, Alexandru Borcea.

## Distribuție
Distribuția filmului este alcătuită din:
- Alexandru Borcea
- Ioan Borcea
- Gabriela Borcea